# 菲利普 (芒特)
菲利普·德·芒特（法語：Philippe de Mantes，1092年—1133年後）是法國國王腓力一世與第二任妻子蒙福爾的貝特蕾德之長子，路易六世的同父異母弟弟。

## 生平
菲利普於1104年與蒙莱里領主吉伊三世的獨生女伊麗莎白結婚。
1108年，菲利普的父親腓力一世去世，他曾試圖阻止同父異母兄長路易六世繼承王位，但沒有成功。事實上，菲利普控制著蘭斯，這是法國國王加冕的傳統城市，但他的同父異母兄長在王國貴族的批准下匆忙在奧爾良加冕。
1109年，菲利普同時佔有芒特和蒙莱里城堡，並效法他的岳父在那裡搶劫商人，不斷擾亂巴黎周邊地區。當他的同父異母哥哥路易六世將他傳喚到貴族法庭時，菲利普拒絕為針對他的指控辯護，而他的母親卻沒有放棄讓他成為法國國王的希望，他建議他這樣做。胖子路易隨後圍攻芒特和蒙莱里，並相繼佔領這兩座城市。菲利普不敢親自保衛他的兩座堡壘，於是撤退到他舅父蒙福爾勳爵阿莫里三世那裡，後者把他任命為埃夫勒的指揮官。貝爾特拉德看到自己的計劃失敗，便在豐特夫羅修道院接受洗禮，並在那裡不久後去世。
直到1123年，菲利普才最終向他的兄長胖子路易屈服，宣誓效忠。
菲利普的記錄和生活證據一直保留在法國王室檔案中，直到1133年後就沒有他的生平記載。